# Mostowice

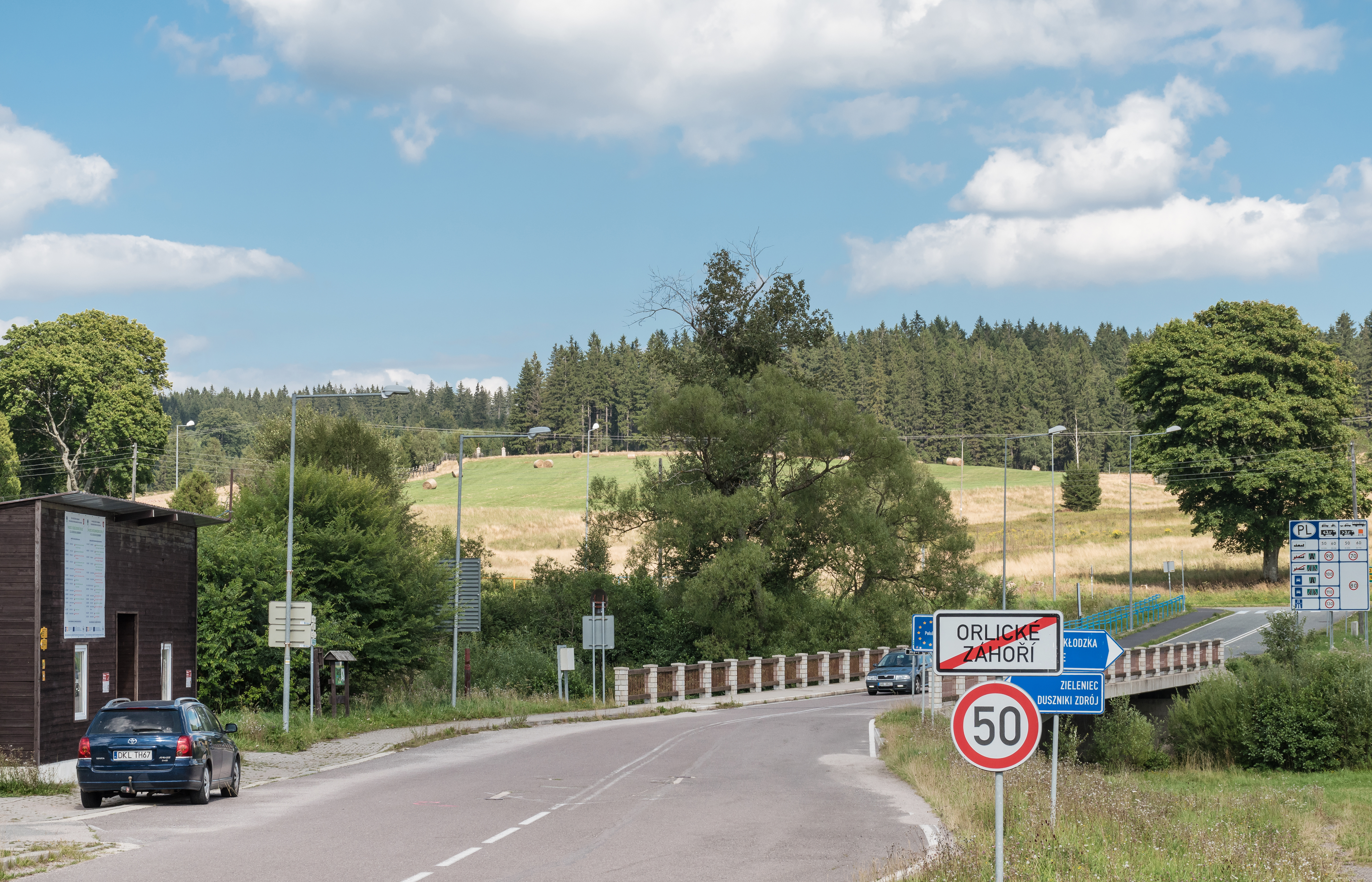
Przejście graniczne Mostowice-Orlické Záhoří

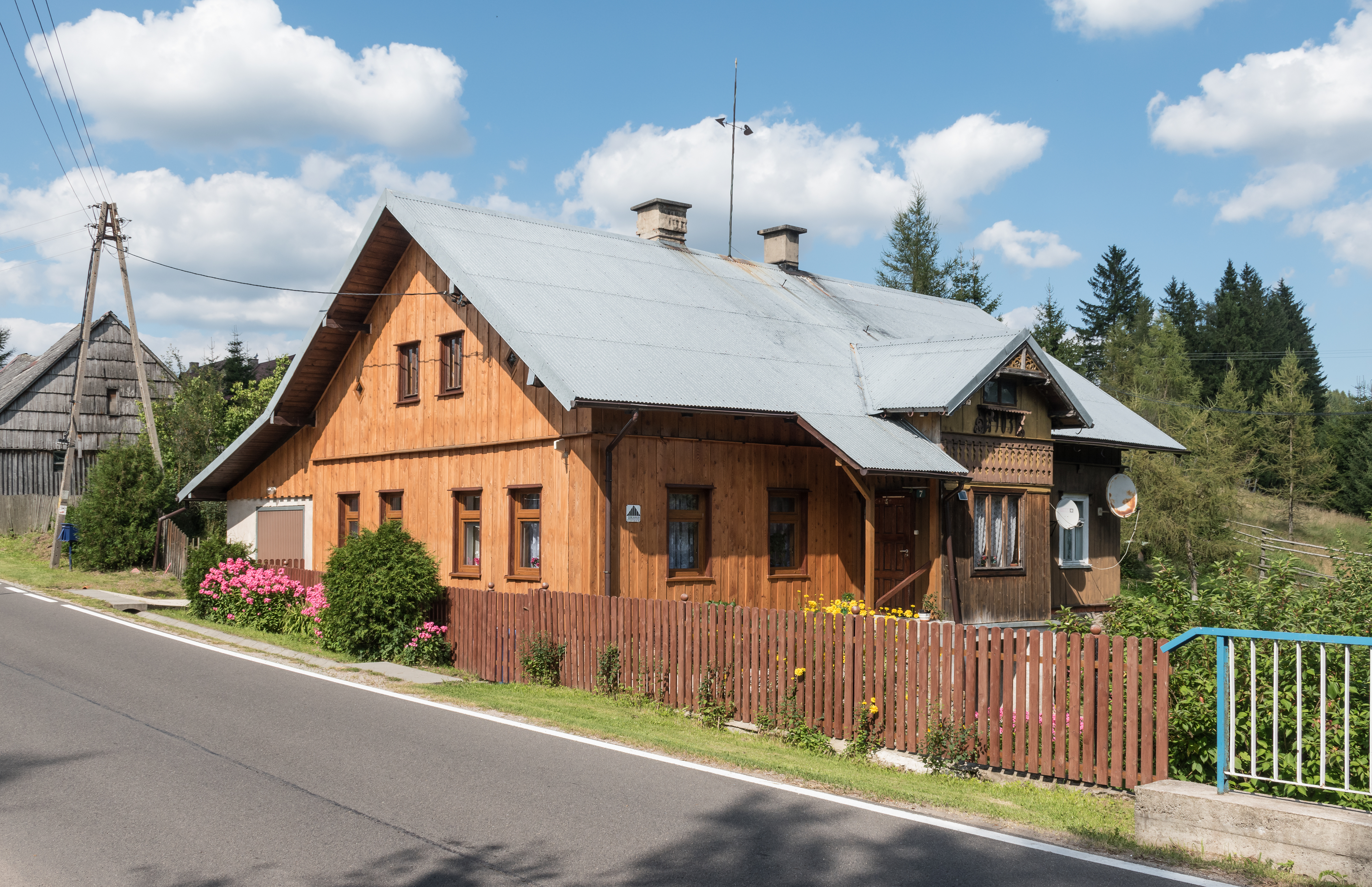
Dom nr 7 w Mostowicach

Mostowice (niem. Langenbrück) – wieś w Polsce położona w województwie dolnośląskim, w powiecie kłodzkim, w gminie Bystrzyca Kłodzka.
W przeszłości do wsi należał przysiółek Trójka (niem. Dreihäuser). Obecnie nazwa niestandaryzowana, przysiółek wyludniony w granicach wsi. 

## Położenie
Mostowice położone są w Sudetach Środkowych około 15 km na południowy zachód od Bystrzycy Kłodzkiej, nad lewym brzegiem Dzikiej Orlicy, w górnej części Doliny Dzikiej Orlicy, między Górami Bystrzyckimi na północnym wschodzie a Górami Orlickimi (czes. Orlicke hory) na południowym zachodzie przy granicy z Czechami.

## Charakterystyka
Mostowice to rozciągnięta, niewielka, przygraniczna wieś łańcuchowa, położona u południowo-zachodniego zbocza Gór Bystrzyckich. Wieś o charakterze turystycznym z luźną zabudową. Budynki położone w większości po jednej stronie drogi. Jest to wieś zanikająca, większość zabudowań jest w złym stanie, a po niektórych obejściach gospodarczych zostały już tylko fragmenty fundamentów. Miejscowość posiada dobre warunki klimatyczne i wypoczynkowe, położona jest w pobliżu dużego ośrodka sportów zimowych Zieleńca. Otoczenie wsi stanowią rozległe półdzikie górskie łąki, a wzniesienia porastają lasy świerkowe regla dolnego. Z wielu miejsc roztacza się panorama na najwyższą część Gór Orlickich. We wsi zachował się zabytkowy późnobarokowy kościół, kilka chałup mieszkalnych z XIX wieku o wyraźnie czeskich wpływach oraz piaskowcowa figura św. Jana Nepomucena z końca XVIII wieku.

## Historia
Początkiem Mostowic była strażnica powstała pod koniec XVI wieku w celu powstrzymywania panów czeskich, którzy często zapuszczali się na łowy w lasy hrabstwa kłodzkiego. Pierwsze wzmianki o osadzie pochodzą z 1596 roku, osada wchodziła wówczas w skład dóbr zamku Szczerba. W 1684 roku wieś przeszła w ręce prywatne, a w końcu XVIII wieku była największą osadą w Dolinie Dzikiej Orlicy, rozwijającą się w ścisłym związku z sąsiednim osadami. W 1840 roku przeszła w posiadanie księżnej Marianny Orańskiej. W okresie tym nastąpił znaczny rozwój wsi, powstał tartak, browar, wytwórnia zapałek, mała fabryka drewnianych zabawek, dwa młyny wodne, urząd celny oraz jedyna w Prusach szlifiernia z płuczką kamieni ozdobnych i szlachetnych, używanych do wyrobów biżuterii. Na przełomie XIX i XX wieku wieś była najbardziej uprzemysłowioną miejscowością w Dolinie Dzikiej Orlicy. Pod koniec XIX wieku nastąpił znaczny napływ turystów i letników, w 1910 roku we wsi mieszkało 598 mieszkańców. Po II wojnie światowej polityka osiedleńcza doprowadziła do niekorzystnych zmian w regionie Gór Bystrzyckich. W miejsce wysiedlonych Niemców i Czechów osiedlono na Ziemiach Zachodnich mieszkańców wschodnich terenów przedwojennej Polski, włączonych do Związku Radzieckiego. Nowi przybysze nie posiadali umiejętności gospodarowania w trudnych warunkach górskich, również nie potrafili kontynuować letniskowych tradycji wsi. Stało się to przyczyną postępującego upadku rolnictwa w tym terenie, i wyludniania się wiosek górskich. Na początku XXI wieku we wsi mieszkało poniżej 30 mieszkańców.
W latach 1975–1998 miejscowość administracyjnie należała do województwa wałbrzyskiego.

## Zabytki
Do wojewódzkiego rejestru zabytków wpisany jest:
- późnobarokowy kościół pw. Narodzenia NMP, filialny z 1781, jednonawowy, nakryty blaszanym dachem dwuspadowym z wieżą o cebulastym hełmie z 1790 roku otoczony niskim murem[5]. Wnętrze nakrywa płaski drewniany strop. W ołtarzu głównym znajduje się duży tytułowy obraz z końca XVIII wieku. Z lewej strony stoi ołtarz Serca Pana Jezusa z końca XVIII w. z postacią Jezusa w dość ozdobnym obramieniu, z prawej - skromna ambona z 1782[5]. Wnętrze kościoła wyróżniają duże obrazy Drogi Krzyżowej z początku XIX w.
- figura św. Jana Nepomucena, przy murze kościoła par., kam., 1723, 1860

Inne zabytki:
- krzyże i przydrożne figury z XIX w.,
- budynki mieszkalne z XIX wieku o czeskich wpływach budownictwa.

## Byłe przejście graniczne
Do 21 grudnia 2007 roku funkcjonowało drogowe przejście graniczne Mostowice-Orlické Záhoří, które na mocy układu z Schengen zostało zlikwidowane. Obecnie przekraczać granicę można w dowolnym miejscu.